# Artemare
Artemare – miejscowość i gmina we Francji, w regionie Owernia-Rodan-Alpy, w departamencie Ain.

## Demografia
Według danych na styczeń 2012 r. gminę zamieszkiwało 1218 osób, a gęstość zaludnienia wynosiła 324,8 osób/km².

Populacja Artemare w latach 1962–2008